# Taekwondo aux Jeux européens de 2023
Navigation
Édition précédente
Les épreuves de taekwondo aux Jeux européens de 2023 se déroulent  organisée à la Krynica-Zdrój Arena, en Pologne. Les seize épreuves au programme sont disputées du 23 au 26 juin 2023.
Seize athlètes sont sélectionnés pour chaque catégorie : les treize meilleurs au classement européen établi fin décembre ainsi qu’une place pour le pays hôte et une invitation. La place restante est attribuée lors d'un tournoi de qualification organisé en avril 2023 à Bucarest.

## Médaillés

### Hommes
| Épreuve        | Or                         | Argent                  | Bronze                           |
| -------------- | -------------------------- | ----------------------- | -------------------------------- |
| Moins de 54 kg | Hugo Arillo (ESP)          | Sayyad Dadashov (AZE)   | Konstantinos Dimitropoulos (GRE) |
| Moins de 54 kg | Hugo Arillo (ESP)          | Sayyad Dadashov (AZE)   | Andrea Conti (ITA)               |
| Moins de 58 kg | Adrián Vicente Yunta (ESP) | Jack Woolley (IRL)      | Gashim Magomedov (AZE)           |
| Moins de 58 kg | Adrián Vicente Yunta (ESP) | Jack Woolley (IRL)      | Cyrian Ravet (FRA)               |
| Moins de 63 kg | Dennis Baretta (ITA)       | Lovre Brečić (CRO)      | Joan Jorquera (ESP)              |
| Moins de 63 kg | Dennis Baretta (ITA)       | Lovre Brečić (CRO)      | Souleyman Alaphilippe (FRA)      |
| Moins de 68 kg | Javier Pérez (ESP)         | Bradly Sinden (GBR)     | Otto Herlev Jørgensen (DEN)      |
| Moins de 68 kg | Javier Pérez (ESP)         | Bradly Sinden (GBR)     | Konstantinos Chamalidis (GRE)    |
| Moins de 74 kg | Zurab Kintsurashvili (GEO) | Nedžad Husić (BIH)      | Stefan Takov (SRB)               |
| Moins de 74 kg | Zurab Kintsurashvili (GEO) | Nedžad Husić (BIH)      | Daniel Quesada (ESP)             |
| Moins de 80 kg | Edi Hrnic (DEN)            | Richard Ordemann (NOR)  | Apostolos Telikostoglou (GRE)    |
| Moins de 80 kg | Edi Hrnic (DEN)            | Richard Ordemann (NOR)  | Hüseyin Kartal (TUR)             |
| Moins de 87 kg | Ivan Šapina (CRO)          | Patrik Divkovič (SVN)   | Raúl Martínez García (ESP)       |
| Moins de 87 kg | Ivan Šapina (CRO)          | Patrik Divkovič (SVN)   | Kelen Bailey (HUN)               |
| Plus de 87 kg  | Caden Cunningham (GBR)     | Dejan Georgievski (MKD) | Emre Kutalmış Ateşli (TUR)       |
| Plus de 87 kg  | Caden Cunningham (GBR)     | Dejan Georgievski (MKD) | Paško Božić (CRO)                |

### Femmes
| Épreuve        | Or                          | Argent                      | Bronze                      |
| -------------- | --------------------------- | --------------------------- | --------------------------- |
| Moins de 46 kg | Lena Stojković (CRO)        | Sofia Zampetti (ITA)        | Kyriaki Kouttouki (CYP)     |
| Moins de 46 kg | Lena Stojković (CRO)        | Sofia Zampetti (ITA)        | Süheda Nur Çelik (GER)      |
| Moins de 49 kg | Adriana Cerezo (ESP)        | Merve Dinçel (TUR)          | Maddison Moore (GBR)        |
| Moins de 49 kg | Adriana Cerezo (ESP)        | Merve Dinçel (TUR)          | Supharada Kisskalt (GER)    |
| Moins de 53 kg | Ivana Duvančić (CRO)        | Alma Pérez Parrado (ESP)    | Luca Marta Patakfalvy (HUN) |
| Moins de 53 kg | Ivana Duvančić (CRO)        | Alma Pérez Parrado (ESP)    | Dominika Hronová (CZE)      |
| Moins de 57 kg | Jade Jones (GBR)            | Luana Márton (HUN)          | Kristina Tomić (CRO)        |
| Moins de 57 kg | Jade Jones (GBR)            | Luana Márton (HUN)          | Hatice Kübra İlgün (TUR)    |
| Moins de 62 kg | Sarah Chaari (BEL)          | Petra Stolbova (CZE)        | Aaliyah Powell (GBR)        |
| Moins de 62 kg | Sarah Chaari (BEL)          | Petra Stolbova (CZE)        | Jolanta Tarvida (LAT)       |
| Moins de 67 kg | Aleksandra Perišić (SRB)    | Cecilia Castro Burgos (ESP) | Natalia D'Angelo (ITA)      |
| Moins de 67 kg | Aleksandra Perišić (SRB)    | Cecilia Castro Burgos (ESP) | Magda Wiet-Hénin (FRA)      |
| Moins de 73 kg | Sude Yaren Uzunçavdar (TUR) | Nadica Božanić (SRB)        | Nika Klepac (CRO)           |
| Moins de 73 kg | Sude Yaren Uzunçavdar (TUR) | Nadica Božanić (SRB)        | Althéa Laurin (FRA)         |
| Plus de 73 kg  | Nafia Kuş (TUR)             | Aleksandra Kowalczuk (POL)  | Solène Avoulète (FRA)       |
| Plus de 73 kg  | Nafia Kuş (TUR)             | Aleksandra Kowalczuk (POL)  | Kalina Boyadzhieva (BUL)    |

## Tableau des médailles
- Pays organisateur (Pologne)

| Rang  | Nation             | Or | Argent | Bronze | Total |
| ----- | ------------------ | -- | ------ | ------ | ----- |
| 1     | Espagne            | 4  | 2      | 3      | 9     |
| 2     | Croatie            | 3  | 1      | 3      | 7     |
| 3     | Turquie            | 2  | 1      | 3      | 6     |
| 4     | Grande-Bretagne    | 2  | 1      | 2      | 5     |
| 5     | Italie             | 1  | 1      | 2      | 4     |
| 6     | Serbie             | 1  | 1      | 1      | 3     |
| 7     | Danemark           | 1  | 0      | 1      | 2     |
| 8     | Géorgie            | 1  | 0      | 0      | 1     |
| 8     | Belgique           | 1  | 0      | 0      | 1     |
| 10    | Hongrie            | 0  | 1      | 2      | 3     |
| 11    | Azerbaïdjan        | 0  | 1      | 1      | 2     |
| 11    | Tchéquie           | 0  | 1      | 1      | 2     |
| 13    | Bosnie-Herzégovine | 0  | 1      | 0      | 1     |
| 13    | Irlande            | 0  | 1      | 0      | 1     |
| 13    | Macédoine du Nord  | 0  | 1      | 0      | 1     |
| 13    | Norvège            | 0  | 1      | 0      | 1     |
| 13    | Pologne            | 0  | 1      | 0      | 1     |
| 13    | Slovénie           | 0  | 1      | 0      | 1     |
| 19    | France             | 0  | 0      | 5      | 5     |
| 20    | Grèce              | 0  | 0      | 3      | 3     |
| 21    | Allemagne          | 0  | 0      | 2      | 2     |
| 22    | Bulgarie           | 0  | 0      | 1      | 1     |
| 22    | Chypre             | 0  | 0      | 1      | 1     |
| 22    | Lettonie           | 0  | 0      | 1      | 1     |
| Total | Total              | 16 | 16     | 32     | 64    |